# Bronselur
Een bronselur is een oud Scandinavisch blaasinstrument, gemaakt van brons. Het bestaat uit een mondstuk, een lange conische, zich langzaam iets verwijdende buis en een bijna platte resonantieschaal met bollen, enigszins gelijkend op een poffertjespan. Exemplaren van het instrument zijn onder andere gevonden bij archeologische opgravingen in Stavanger en Hadeland.
Onder meer de Zweedse componist Sven-Erik Bäck streefde een herleving van het instrument na in een compositie uit 1985 voor altsax, fagot, bronselur en piano, HÅmage à HAnS-ÅStrAnD.
Men vindt het instrument soms afgebeeld in strips waarin de Vikingen een rol spelen, zoals in Asterix en Obelix.